# Виктория (филм)
Вижте пояснителната страница за други значения на Виктория.
Виктория е български игрален филм от 2014 година. Филмът прави премиерата си на световния фестивал за независимо кино в Сънданс на 19 януари, 2014. Това е първият български пълнометражен филм избран в програмата на този фестивал. Режисьор и сценарист на филма е Майя Виткова.

## Сюжет
Внимание:  Текстът по-долу разкрива сюжета на произведението (или части от него)!
Действието на филма се развива от 1979 до 1994 година в България. Главната героиня е Виктория (Дария Виткова), която е обявена за „бебе на десетилетието“, защото се ражда без пъпна връв. Политическите промени в страната влошават отношенията между Виктория и майка ѝ (Ирмена Чичикова), която някога си е дала обещание да не ражда дете, ако страната продължава да е под тоталитарен режим.